# Міста Хмельницької області

Хмельницька область на карті України

Це список міст Хмельницької області. Станом на 1 січня 2025 року в області 13 міст.
Відповідно до Закону України «Про порядок вирішення окремих питань адміністративно-територіального устрою України» місто є населеним пунктом з переважно компактною забудовою, загальна чисельність жителів якого становить не менш як 10 тисяч. Як виняток з цього положення до категорії міст також віднесені населені пункти з меншим населенням, які до прийняття закону були містами районного або обласного значення.

## Адміністративне значення та історичні дані
| Назва                 | Адмін. значення | Громада              | Район                 | Район/міськрада до 2020 року | Рік утворення або першої згадки | Рік віднесення до категорії міст | Розташування                                                                |
| --------------------- | --------------- | -------------------- | --------------------- | ---------------------------- | ------------------------------- | -------------------------------- | --------------------------------------------------------------------------- |
| Волочиськ             | цтг             | Волочиська           | Хмельницький          | Волочиський                  | 1463                            | 1970                             | 49°32′16″ пн. ш. 26°12′02″ сх. д. / 49.53778° пн. ш. 26.20056° сх. д.       |
| Городок               | цтг             | Городоцька           | Хмельницький          | Городоцький                  | 1392                            | 1957                             | 49°10′01″ пн. ш. 26°34′54″ сх. д. / 49.16694° пн. ш. 26.58167° сх. д.       |
| Деражня               | цтг             | Деражнянська         | Хмельницький          | Деражнянський                | XVI ст.                         | 1988                             | 49°16′13″ пн. ш. 27°26′17″ сх. д. / 49.27028° пн. ш. 27.43806° сх. д.       |
| Дунаївці              | цтг             | Дунаєвецька          | Кам'янець-Подільський | Дунаєвецький                 | 1403                            | 1958                             | 48°53′22″ пн. ш. 26°51′25″ сх. д. / 48.88944° пн. ш. 26.85694° сх. д.       |
| Ізяслав               | цтг             | Ізяславська          | Шепетівський          | Ізяславський                 | 1127                            | 1795                             | 50°07′08″ пн. ш. 26°49′17″ сх. д. / 50.11889° пн. ш. 26.82139° сх. д.       |
| Кам'янець-Подільський | рц, цтг         | Кам'янець-Подільська | Кам'янець-Подільський | Кам'янець-Подільська м/р     | 1062                            | 1374/1795                        | 48°40′50″ пн. ш. 26°34′50″ сх. д. / 48.68056° пн. ш. 26.58056° сх. д.       |
| Красилів              | цтг             | Красилівська         | Хмельницький          | Красилівський                | 1444                            | 1964                             | 49°39′03″ пн. ш. 26°58′00″ сх. д. / 49.65083° пн. ш. 26.96667° сх. д.       |
| Нетішин               | цтг             | Нетішинська          | Шепетівський          | Нетішинська м/р              | 996                             | 1984                             | 50°19′48″ пн. ш. 26°38′24″ сх. д. / 50.33000° пн. ш. 26.64000° сх. д.       |
| Полонне               | цтг             | Полонська            | Шепетівський          | Полонський                   | 1169                            | 1938                             | 50°07′30.6″ пн. ш. 27°30′26.3″ сх. д. / 50.125167° пн. ш. 27.507306° сх. д. |
| Славута               | цтг             | Славутська           | Шепетівський          | Славутський                  | 1634                            | 1938                             | 50°17′42.4″ пн. ш. 26°51′32.4″ сх. д. / 50.295111° пн. ш. 26.859000° сх. д. |
| Старокостянтинів      | цтг             | Старокостянтинівська | Хмельницький          | Старокостянтинівська м/р     | 1525                            | 1796                             | 49°45′14″ пн. ш. 27°13′13″ сх. д. / 49.75389° пн. ш. 27.22028° сх. д.       |
| Хмельницький          | оц, рц, цтг     | Хмельницька          | Хмельницький          | Хмельницька м/р              | 1493                            | 1795                             | 49°25′10″ пн. ш. 26°58′46″ сх. д. / 49.41944° пн. ш. 26.97944° сх. д.       |
| Шепетівка             | рц, цтг         | Шепетівська          | Шепетівський          | Шепетівська м/р              | 1594                            | 1923                             | 50°10′43.0″ пн. ш. 27°03′36.0″ сх. д. / 50.178611° пн. ш. 27.060000° сх. д. |

## Населення
| Місто                 | Площа (км²) | Населення (за роками перепису та державної статистики) | Населення (за роками перепису та державної статистики) | Рідна мова (2001)                                         |
| Місто                 | Площа (км²) | 2001                                                   | 2022                                                   | Рідна мова (2001)                                         |
| --------------------- | ----------- | ------------------------------------------------------ | ------------------------------------------------------ | --------------------------------------------------------- |
| Волочиськ             | …           | 20 958                                                 | 18 295                                                 | українська — 98,01 % російська — 1,71 %                   |
| Городок               | 31,32       | 17 746                                                 | 15 633                                                 | українська — 97,10 % польська — 1,39 % російська — 1,34 % |
| Деражня               | 16,20       | 10 446                                                 | 9772                                                   | українська — 97,59 % російська — 1,76 %                   |
| Дунаївці              | 13,04       | 16 448                                                 | 15 707                                                 | українська — 97,01 % російська — 2,77 %                   |
| Ізяслав               | 14,63       | 18 444                                                 | 15 996                                                 | українська — 92,60 % російська — 2,77 %                   |
| Кам'янець-Подільський | 27,87       | 99 610                                                 | 96 896                                                 | українська — 91,22 % російська — 7,08 %                   |
| Красилів              | …           | 20 580                                                 | 18 356                                                 | українська — 96,94 % російська — 2,78 %                   |
| Нетішин               | 24,67       | 34 340                                                 | 36 492                                                 | українська — 87,66 % російська — 11,41 %                  |
| Полонне               | …           | 23 211                                                 | 20 172                                                 | українська — 98,04 % російська — 1,62 %                   |
| Славута               | 22,50       | 34 358                                                 | 34 918                                                 | українська — 92,34 % російська — 7,23 %                   |
| Старокостянтинів      | 35,42       | 37 199                                                 | 33 921                                                 | українська — 92,01 % російська — 7,46 %                   |
| Хмельницький          | 93,05       | 253 994                                                | 274 452                                                | українська — 88,39 % російська — 10,36 %                  |
| Шепетівка             | …           | 48 212                                                 | 40 299                                                 | українська — 93,46 % російська — 5,69 %                   |

## Символіка і влада
| Місто                 | Герб | Прапор | Фото | Міський голова                     | Сайт міської ради         |
| --------------------- | ---- | ------ | ---- | ---------------------------------- | ------------------------- |
| Волочиськ             |      |        |      | Черниченко Костянтин Володимирович | volochyska-gromada.gov.ua |
| Городок               |      |        |      | Андрійчук Неоніла Вячеславівна     | gorodocka-gromada.gov.ua  |
| Деражня               |      |        |      | Ковпак Андрій Миколайович          | der.org.ua                |
| Дунаївці              |      |        |      | Заяць Веліна Владиславівна         | dunrada.gov.ua            |
| Ізяслав               |      |        |      | Шлегель Сергій Вадимович           | izyaslav-miskrada.gov.ua  |
| Кам'янець-Подільський |      |        |      | Посітко Михайло Володимирович      | kam-pod.gov.ua            |
| Красилів              |      |        |      | Островська Ніла Василівна          | krasyliv-rada.gov.ua      |
| Нетішин               |      |        |      | Супрунюк Олександр Олексійович     | www.netishynrada.gov.ua   |
| Полонне               |      |        |      | Скримський Франц Францович         | pol-otg.gov.ua            |
| Славута               |      |        |      | Сидор Василь Богданович            | slavuta-mvk.gov.ua        |
| Старокостянтинів      |      |        |      | Мельничук Микола Степанович        | starkon.gov.ua            |
| Хмельницький          |      |        |      | Симчишин Олександр Сергійович      | www.khm.gov.ua            |
| Шепетівка             |      |        |      | Бузиль Віталій Володимирович       | shepetivka-rada.gov.ua    |

## Історія
За часів Речі Посполитої низка міст мала магдебурзьке право:
- Кам'янець-Подільський (1374)
- Ярмолинці (1455)
- Смотрич (1448)
- Зіньків (1448)
- Чемерівці (1448)
- Меджибіж (1448)
- Черче (1578)
- Дунаївці (1592, 1605)
- Фельштин (1584)
- Чорнокозинці (1578)
- Летичів (1448, 1537)
- Чорний Острів (1556)
- Стара Синява (1543)
- Шаравка (1588)
- Підфіліпів (1510)
- Жванець (1646)
- Збриж (1646)
- Сатанів (1641)
- Миньківці (1637)
- Пилява (1640)
- Новий Костянтинів (1600)
- Деражня (1614)
- Михалпіль (1605)
- Шатава (1782)
- Татариськи (1785)
- Літнівці (1748)
- Ляхівці (1583)
- Новий Заслав (1583)
- Славута (1633, 1754)
- Базалія (1578, 1631)
- Ямпіль (1578)
- Ожигівці
- Гриців
- Красностав(?)
- Плоскирів (1566)
- Тихомель (1616)
- Красилів (1517)
- Теофіполь(1420?, 1719)
- Судилків(?)
- Гусятин
- Бакота (1448)
- Тинна
- Полонне
- (Старо)Костянтинів (1561)
- Оринин (XV ст.)
- Ходорівці (1510)
- Талафусів (Куманів)
- Залісці
- Малиничі (1557)
- Маків (1746)
- Кузьмин (1517) тощо.

У Російській імперії містами були Ушиця (Стара), Грудек, Зіньків, Летичів, Проскурів, Старокостянтинів, Базалія, Ямпіль, Лабунь, Кам'янець-Подільський.